# Confederación Deportiva Automovilística Sudamericana
La Confederación Deportiva Automovilística Sudamericana, más conocida por su acrónimo CODASUR, es una entidad deportiva formada por la unión de instituciones de automovilismo de países de América del Sur, que poseen el Poder Deportivo otorgado por la FIA.
Son países miembros de la CODASUR: Argentina (Automóvil Club Argentino), Bolivia (Federación Boliviana de Automovilismo Deportivo, delegada del Automóvil Club Boliviano), Brasil (Confederación Brasilera de Automovilismo), Chile (Federación de Automovilismo Deportivo de Chile), Paraguay (Touring y Automóvil Club Paraguayo), Perú (Federación Peruana de Automovilismo Deportivo, delegada del Touring y Automóvil Club del Perú) y Uruguay (Automóvil Club del Uruguay).
Actualmente bajo su órbita se realiza el Campeonato Sudamericano de Rally (también conocido como Rally FIA-Codasur), la Fórmula 4 Sudamericana, los campeonatos sudamericanos de Porsche GT3 Cup Challenge, STC2000 y Stock Car, más las categorías de Cross Country, Karting y Turismo Histórico. Anteriormente, realizó la Fórmula 2 Codasur y la Fórmula 3 Sudamericana.

## Miembros
| País      | Federación                                                                                    | Fundación                | Ingreso CODASUR | Ingreso FIA |
| --------- | --------------------------------------------------------------------------------------------- | ------------------------ | --------------- | ----------- |
| Argentina | Automóvil Club Argentino                                                                      | 11 de junio de 1904      | 1982            | 1926        |
| Bolivia   | Federación Boliviana de Automovilismo Deportivo, delegada del Automóvil Club Boliviano        |                          | 1982            |             |
| Brasil    | Confederación Brasilera de Automovilismo                                                      |                          | 1982            |             |
| Chile     | Federación de Automovilismo Deportivo de Chile                                                | 21 de septiembre de 1965 | 1982            |             |
| Paraguay  | Touring y Automóvil Club Paraguayo                                                            |                          | 1982            |             |
| Perú      | Federación Peruana de Automovilismo Deportivo, delegada del Touring y Automóvil Club del Perú | 20 de mayo de 1924       | 1982            |             |
| Uruguay   | Automóvil Club del Uruguay                                                                    | 1918                     | 1982            |             |

## Autoridades
Su presidente es Jorge Tomasi Crisci. Además de la Comisión Directiva, posee otras subcomisiones, como la Comisión de Karting, la Comisión de Rally y la Comisión de Turismo Histórico.

## Campeonatos

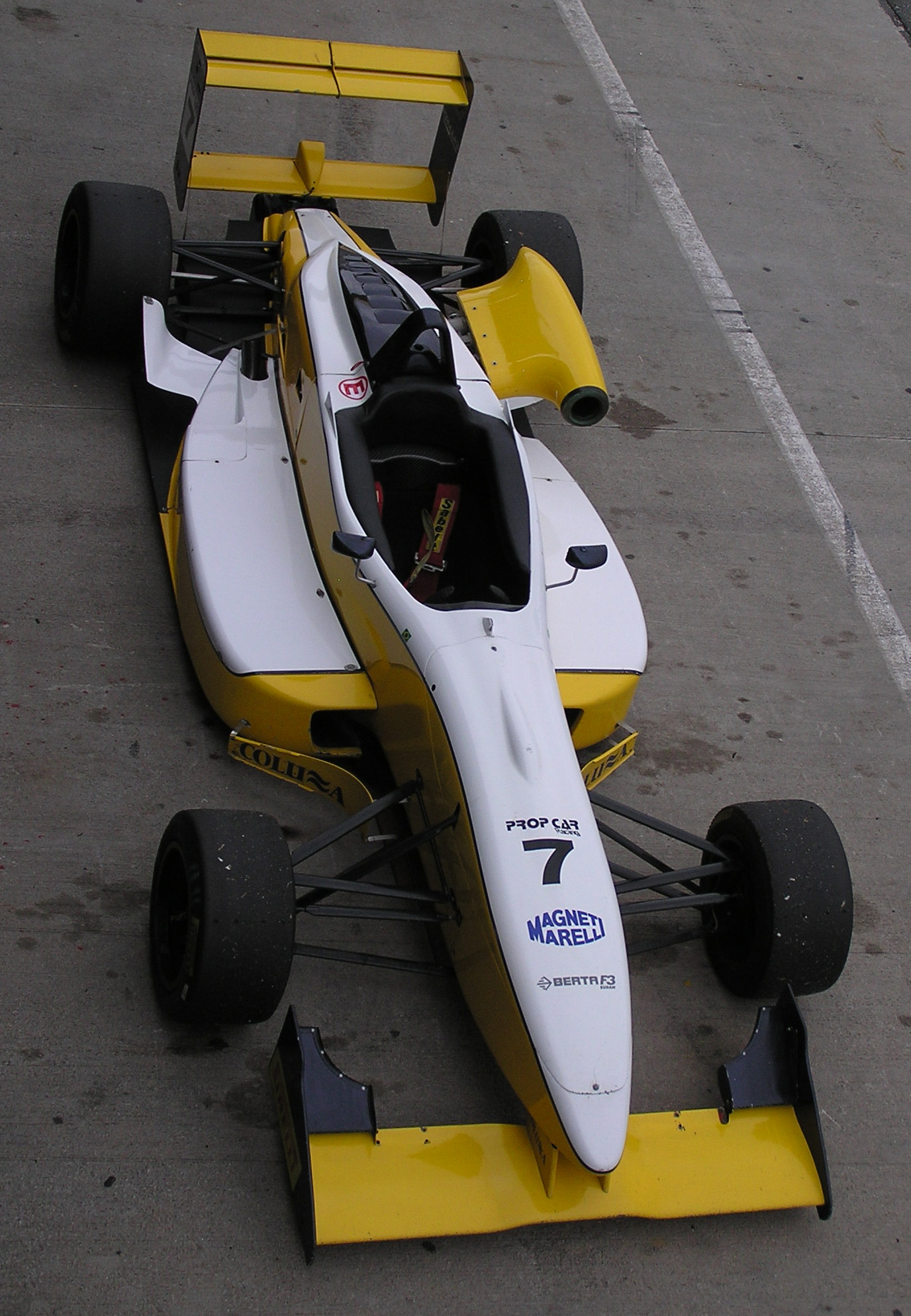
Un Dallara F301 en la carrera 2006 de Curitiba

### Comisión Directiva
| Cargo                            | Titular               |
| Comisión Directiva               | Comisión Directiva    |
| -------------------------------- | --------------------- |
| Presidente                       | Jorge Tomasi Crisci   |
| Vicepresidente 1ro.              | Giovanni Ramos Guerra |
| Vicepresidente 2do.              | Gonzalo Concha        |
| Secretario                       | Nery Silva Monges     |
| Tesorero                         | Jorge Etchamendi      |
| Prosecretario                    | Enrique Freyre        |
| Protesorero                      | Fernando Blondel      |
| Vocales                          | Carlos García Remohi  |
| Vocales                          | Bandera de Bolivia    |
| Vocales                          | Bandera de Brasil     |
| Vocales                          | Bandera de Chile      |
| Vocales                          | Bandera de Paraguay   |
| Vocales                          | Bandera de Perú       |
| Vocales                          | Bandera de Uruguay    |
| Comisiones deportivas            |                       |
| Comisión de Rally                | Edgar Molas           |
| Comisión de Turismo Histórico    | Alberto Domingo       |
| Comisión de Rally Cross Country  | Juan Dibos            |
| Comisión de Karting              | Gastão Fraguas        |
| Comisión de TCR Sudamericano     | Alfredo Menéndez      |
| Comisión de Fórmula Sudamericana | Marcelo Melo          |

### Presidentes
| Año       | Presidente           |             |
| --------- | -------------------- | ----------- |
| 1982–2018 | Desconocido          | Desconocido |
| 2018–2022 | Carlos García Remohi |             |
| 2022–2026 | Jorge Tomasi Crisci  |             |